# Ploubalay
Ploubalay är en kommun i departementet Côtes-d'Armor i regionen Bretagne i nordvästra Frankrike. Kommunen ligger i kantonen Ploubalay som tillhör arrondissementet Dinan. År 2018 hade Ploubalay 3 249 invånare.

## Befolkningsutveckling
Antalet invånare i kommunen Ploubalay
Referens:INSEE